# Jessica Kellgren-Fozard
Jessica Kellgren-Fozard, née Kellgren-Hayes le 25 janvier 1989 à Camden, est une youtubeuse et personnalité de la télévision britannique. Elle est plus connu pour sa chaîne YouTube où elle parle du fait de la communauté queer et de handicap.
En 2008, elle a participé à Britain's Missing Top Model.

## Biographie
Jessica Kellgren-Hayes est née à Camden, Londres de Lee Kellgren et Derek Hayes et a grandi à Bristol. Handicapée, elle est atteinte d'une neuropathie héréditaire avec hypersensibilité à la pression, du syndrome d'Ehlers-Danlos et du syndrome de tachycardie orthostatique posturale,. C'est cette première maladie qui lui fait perdre complètement l'audition à l'âge de 15 ans.
Elle est quaker et est une ancienne élève de la Sidcot School,. Elle est diplômée de l'Université de Brighton.
Jessica Kellgren-Fozard lance sa chaîne YouTube en 2011, centrée d'abord sur les reviews de vieux films avant de se tourner vers des vidéos axées sur le handicap ou les LGBT.

### Vie privée
Elle a épousé Claudia Fozard, dentiste de profession, en 2016. Leur fils, Rupert Henrik Kan Kellgren-Fozard, est né le 4 juin 2021.